# REN21

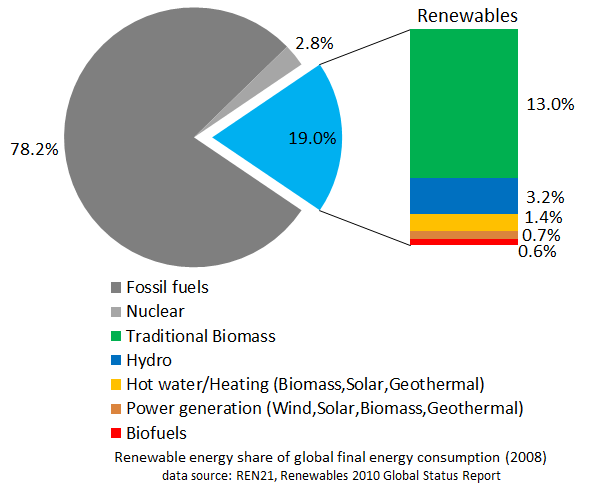
Diagrama de sectors amb el percentatge d'ús de tecnologies energètiques segons el tipus de tecnologia. Informació procedent de l'informe 2008 del Global Status Report

REN21 (Renewable Energy Policy Network for the 21st Century), és una organització que assisteix i dona suport a l'intercanvi d'informació i a l'actuació mitjançant directives d'energies renovables, amb la fi de promoure el ràpid creixement d'aquestes tecnologies en països en vies de desenvolupament i economies industrialitzades.
La xarxa fou llançada formalment el juny de 2005 a Copenhague, com a resultat de les discussions mantingudes durant l'any previ en el si de la Conferència Internacional per les Energies Renovables a Bonn, Alemanya, durant l'any 2004. El seu secretariat opera des de les oficines de París i és proveït pel Programa de les Nacions Unides per al Medi Ambient i el Deutsche Gesellschaft für Technische Zusammenarbeit (Cooperació Tècnica Alemanya), en col·laboració amb l'Agència Internacional de l'Energia.
El REN21 ha produït una quantitat d'informes reconeguts internacionalment sobre directives d'energia i desenvolupament del mercat de les renovables, publicant anualment el Global Status Report of Renewables. Des de 2005, el REN21 és editor de l'Informe Global de l'Estatus de les Renovables, editat anualment, amb Eric Martinot i Janet Sawin com a autors principals.